# Ціфу Чіпань
Ціфу Чіпань (кит. трад.: 乞伏熾磐; піньїнь: Qifu Chipan; помер 428) — третій імператор Західної Цінь періоду Шістнадцяти держав.

## Життєпис
Був сином Ціфу Ганьгуя. За його правління могутність Західної Цінь сягнула свого піку, передусім через падіння 414 року головного ворога — Південної Лян. Утім невдовзі Західна Цінь почала поступово занепадати під регулярними нападами з боку Ся й Північної Лян. Коли 428 року Ціфу Чіпань помер, країна залишилась у скрутному становищі. До 431 року, за правління його сина Ціфу Мумо, державу було знищено остаточно.

## Девізи правління
- Юнкан (永康) 412-419
- Цзяньхун (建弘) 419-428